# Ceropegia evansii
Ceropegia evansii ist eine Pflanzenart aus der Unterfamilie der Seidenpflanzengewächse (Asclepiadoideae).

## Beschreibung

### Erscheinungsbild und Blatt
Ceropegia evansii ist eine ausdauernde, krautige Pflanze. Als Überdauerungsorgan wird eine mit einem Durchmesser von 2 bis 6 cm und einer Höhe von 1 bis 3 cm abgeflacht-kugelige  Wurzelknolle gebildet. Die windenden, kahlen Sprossachsen werden bis zu 4 Meter lang.
Die Laubblätter sind in Blattstiel und Blattspreite gegliedert. Der Blattstiele ist bis zu 2 cm lang. Die fast kahlen, nur sehr spärlich behaarten Blattspreiten sind bei einer Länge von 7 bis 14 cm und einer Breite von 3 bis 7 cm eiförmig-lanzettlich bis eiförmig.

### Blütenstand und Blüte
Der rau behaarte Blütenstandsschaft ist bis zu 4 cm lang. Der Blütenstand ist enthält nur wenige Blüten. Der kahle Blütenstiel ist 1 bis 1,2 cm lang.
Die zwittrigen Blüten sind zygomorph und fünfzählig mit doppelter Blütenhülle. Die Blütenkrone ist 3 bis 4 cm, die fünf Kronblätter sind im unteren Teil zu einer außen kahlen Kronröhre (Sympetalie) verwachsen. Die Kronröhre ist im basalen Teil zu einem mit einem Durchmesser von bis zu 7 mm kugeligen „Kronkessel“ aufgebläht. Er geht allmählich in die eigentliche 2 bis 2,8 cm lange Kronröhre über. Die Kronröhre verengt sich bis auf etwa 3 mm Durchmesser und erweitert sich zur Blütenmündung hin auf 8 mm. Der „Kronkessel“ ist weißlich-grünlich, die eigentliche Kronröhre hellgrauweiß, die untere Hälfte ist innen purpurfarben. Die eiförmigen Kronblattzipfel sind 8 bis 12 cm lang und 8 mm breit. Sie sind entlang der Längsachse völlig zurück gefaltet und mit den Spitzen zu einer länglich-elliptischen, oben etwas abgeflachten, käfigartigen Struktur verwachsen. Die untere Hälfte des „Käfigs“ ist weißlich, die obere Hälfte hellgelb. Die Ränder der Zipfel sind etwas dunkler, innen sind sie flaumig behaart. Die ungestielte Nebenkrone ist basal tassenförmig verwachsen. Die Zipfel der interstaminalen, äußeren Nebenkrone sind dreieckig-eiförmig, mittig eingeschnitten und in dreieckige, behaarte Fortsätze ausgezogen. Die aufrechten Zipfel der staminalen, inneren Nebenkrone sind linealisch.

### Frucht und Samen
Zu Form und Größe der Früchte und Samen liegen keine Angaben vor.

### Phänologie
Sie blüht im Heimatgebiet von Juli bis September, und die Früchte können von August bis Oktober gefunden werden (nach Ansari 1984 sowie Jagtap & Singh 1999).

### Ähnliche Arten
Ceropegia evansii ähnelt Ceropegia media, die jedoch dichter behaart ist. Die Blätter sind schmaler und die Blüten etwas kleiner. Die Nebenkrone ist becherförmig mit fast rechtwinklig abgeknickten Nebenkronblattzipfeln.

## Verbreitung
Das Verbreitungsgebiet von Ceropegia evansii ist auf ein kleines Gebiet im südindischen Bundesstaat, Maharashtra (Ratnagiri-Distrikt, Kolhapur-Distrikt, Pune-Distrikt) beschränkt. Es handelt sich um eine sehr seltene Art, die man schon ausgestorben glaubte, 2003 jedoch wieder fand.

## Taxonomie und Phylogenie
Die Erstbeschreibung Ceropegia evansii erfolgte 1945 durch Yale Mervin Charles McCann im Band 45 des Journal of the Bombay Natural History Society, S. 209. Herbert Huber beschrieb 1957 eine Varietät Ceropegia evansii var. media, die Ansari 1984 in den Rang einer Art anhob.
Nach der phylogenetischen Analyse von Surveswaran et al. 2009 ist Ceropegia evansii die Schwesterart von Ceropegia fantastica.

## Gefährdung, medizinische Bedeutung und künstliche Vermehrung
Ceropegia evansii wird in der traditionellen Ayurveda-Medizin zur Herstellung von Heilmitteln gegen Durchfall und Ruhr eingesetzt. Die Wurzelknollen sind stärkereich und essbar. Die Art ist durch Raubbau und Zerstörung der Lebensräume stark gefährdet. Herkömmliche Methoden der Vermehrung scheitern oder sind wenig effektiv an der Seltenheit der natürlichen Bestäuber, der geringen Samenbildung und der geringen Keimfähigkeit der Samen. Auch die Vermehrung durch Stecklinge ist schwierig. 2015 gelang es indischen Wissenschaftlern die Art in vitro zu vermehren.

## Belege